# Grupos de Acción Revolucionaria Internacionalista
Los Grupos de Acción Revolucionaria Internacionalista (GARI), también conocidos como Grupos de Intervención Autónomos (GAI), estuvieron activos en Francia durante 1974. 
Los Grupos de Acción Revolucionaria Internacionalista (GARI) fueron una serie de grupos autónomos anticapitalistas, de ideología antiautoritaria, que se coordinaron para realizar acciones de agitación armada y propaganda tras la autodisolución del Movimiento Ibérico de Liberación (MIL), en Toulouse, a causa de la detención de sus miembros y condena a muerte de uno de ellos, Salvador Puig Antich.Tras la ejecución de Puig Antich los GARI realizarán acciones para evitar una posible pena de muerte a otros miembros del MIL como Oriol Solé Sugranyes y Josep Lluis Pons Llobet, en esos momentos encarcelados y pendientes de juicio.  Aparecen sus siglas por primera vez al día siguiente del secuestro del director de la sucursal parisina del Banco de Bilbao, el 3 de mayo de 1974.

una asociación estructurada a dimensión internacional de diversos grupúsculos anarquistas destinados a apoyar la lucha emprendida contra el régimen franquista y en favor de los detenidos políticos españoles
Bernard Thomas

## Contexto histórico
En septiembre de 1973, varios activistas del Movimiento Ibérico de Liberación (MIL o 1000) fueron detenidos en Barcelona. El 20 de diciembre de 1973, el almirante Carrero Blanco, presentado como el heredero aparente de la dictadura franquista, murió en un atentado en Madrid. A principios de enero de 1974 en Barcelona, tres activistas del MIL fueron condenados a muerte: Salvador Puig Antich a muerte, Joseé Luis Pons LLobet a 30 años de prisión, y su amigo María-Agustías Mateos Fernández, estudiante de bachillerato de 17 años, a 5 años de prisión. En enero de 1974 se perpetraron atentados contra los consulados españoles en Turín (Italia) y Zúrich (Suiza), mientras que en Francia se distribuyeron los primeros folletos informativos sobre la situación de los presos de la MIL. El 2 de marzo de 1974 Salvador Puig Antich fue ejecutado por estrangulamiento, utilizando el garrote vil.

### Secuestro del banquero Ángel Baltasar Suazez
El 3 de mayo de 1974 fue secuestrado Ángel Baltasar Suazez, director del Banco de Bilbao en París, acción reivindicada desde Barcelona por los Grupos de Acción Revolucionaria Internacionalista, que exigían: "La publicación en la prensa española de los comunicados del movimiento revolucionario; la puesta en libertad del Sr. Santiago Sole Amigo, militante del Movimiento Ibérico de Liberación, al que pertenecía Salvador Puig Antich, quien se cree que se encuentra gravemente enfermo; la publicación de la acusación contra los militantes del Frente Revolucionario Antifascista y Patriota (FRAP) detenidos el 1º de mayo de 1973 y que podrían ser condenados a muerte; la libertad condicional de todos los presos políticos que reúnan los requisitos para ello".
El GARI nació de la solidaridad con los presos del MIL. En una carta al diario Le Monde, afirmaron: "El secuestro del Sr. Suárez, director del Banco de Bilbao, es nuestra respuesta a la actual represión contra el movimiento revolucionario español. Tras el asesinato de Salvador Puig-Antich, no permitiremos de ninguna manera una nueva ejecución. Según ellos: "Si denunciar al régimen fascista español es suficiente para que algunos se declaren de izquierdas, sabemos que las protestas, declaraciones, así como las manifestaciones humanitarias de los demócratas de izquierda y de los 'izquierdistas' de todo tipo, han demostrado una vez más, en el caso de Salvador Puig-Antich, su completa ineficacia. »

#### Juicio
En mayo, julio, septiembre, octubre y diciembre de 1974 se efectuaron cinco series de detenciones contra presuntos militantes o simpatizantes del GARI, nueve de los cuales fueron acusados por el Tribunal de Seguridad del Estado, entre otras cosas por destrucción de edificios, robos y actividades individuales o colectivas que atendían a socavar la seguridad del Estado. En enero y marzo de 1981 se celebraron en París dos juicios judiciales en el caso de la GARI. La mayoría de los acusados fueron absueltos. Como ninguna prueba convenció al jurado, nadie fue condenado por el secuestro del banquero Suazez. Los acusados juzgados en rebeldía fueron amnistiados por François Mitterrand, quien asumió la presidencia de la República en mayo de ese año.

## Características
Los GARI estaban formados por algunos militantes del ex-MIL, grupo Primero de Mayo y grupos autónomos incontrolados que adoptaron nombres temporales y circunstanciales como GAROT (Grupo de acción revolucionaria ocasionalmente terrorista), GALLUT (juego de palabras). Estaban formados por franceses y españoles.
Sus actividades tenían como finalidad llamar la atención internacional sobre los hechos que sucedían en España durante la última época del régimen dictatorial del general Franco y aislar a la dictadura franquista del resto de Europa. En sus comunicados exigían la liberación de los miembros del MIL encarcelados en España pues temían que corriesen la misma suerte que Puig Antich.
Realizaron actos de sabotaje en las líneas de ferrocarril entre Francia y España, voladura de puentes entre España y Francia, colocaron artefactos explosivos en organismos oficiales e instituciones españolas en Francia, Holanda y Bélgica, rapto del director de Banco de Bilbao en París, incendio de autobuses de peregrinos católicos en el santuario de Lourdes, guillotinar la cabeza del príncipe Borbon y Borbon de una figura del museo de Cera de París etc.
En 1976 ante una visita del monarca español Juan Carlos I a Francia, doce anarquistas, varios de ellos exmiembros de los GARI, fueron deportados a una isla francesa en la costa atlántica durante el tiempo que el rey de España estuvo de viaje por Francia, como se recoge en el documental Vacances Royales.
Calificados como terroristas en España y en Francia, algunos de sus miembros fueron encarcelados en ese país, por la Cour de Securité d'Etat, pero posteriormente amnistiados tras la investidura de Giscard d'Estain en 1976 y François Mitterrand como presidente de la República en 1981. Uno de sus miembros fue Jean Marc Rouillan, el cual estuvo encarcelado en Francia por actividades de agitación armada con el grupo Action Directe desde 1987 hasta el año 2007, cuando obtuvo la libertad condicional.
A pesar de no haber cometido delitos de sangre, se dedicaron a atentar violentamente contra intereses económicos y políticos del régimen franquista. 
El GARI decidió disolverse en agosto de 1974. 
En 1976 los miembros franceses que quedaban activos se integraron en Action Directe.

## Cronología
- En enero de 1974, la coordinación hizo varias demandas con diferentes siglas (GAI, GARI) para varias series de acciones.
- 28 de febrero de 1974: ametrallamiento del coche del canciller español en Toulouse.
- 22 de marzo de 1974: Atentados en el sur de Francia en las carreteras que unen Francia con España. Varios puentes resultaron dañados. Las acciones son reclamadas por GAI (Grupos Autónomos de Intervención).
- 4 de abril de 1974: Un comando del GARI robó el banco Courtois de Montesquieu Volvestre cerca de Toulouse.
- 3 de mayo de 1974: Secuestro en París del director del Banco de Bilbao, Ángel Baltasar Suárez (liberado el 22 de mayo),[4] el mismo día en que es asaltado el Banco Español de Crédito de Bruselas.
- 22 de mayo de 1974: L'Est républicain es incendiado por el "comando Puig Antich", un coche bomba explota contra las instalaciones de la empresa Iberia en Bruselas, otros dos coches son desactivados en Amberes y Lieja.
- 5 de julio de 1974: Un banco de ahorros en Toulouse es atacado.
- 15 de julio de 1974: Atentados en Andorra la Vieja contra la Viguerie Episcopal y la Caja de Ahorros Española. Ataque a la Gare d'Austerlitz en los aseos del tren París-Irún-Madrid en París. En Ille-sur-Têt y Brialou se plastifican varias líneas de alta tensión que unen Francia y España.
- 17 de julio de 1974: ataques contra vehículos del Tour de Francia en Saint-Lary-Soulan, varios árboles son talados en la carretera entre Barèges y el Col du Tourmalet, 13 autobuses de peregrinos son incendiados en Lourdes.[5]
- 25 de julio de 1974: ataque a la Banque Populaire d'Espagne en Nîmes.
- 28 de julio de 1974: atentado contra el consulado español en Toulouse, 6 personas resultan heridas.[6] Una carga explosiva destruyó parte del sistema de taquillas automáticas de la estación de Hendaya.
- 29 de julio de 1974: atentados contra dos autobuses de la SEAFEP en París, se desactiva otra acusación, atentados con coche bomba contra los puestos fronterizos franco-españoles de Le Perthus y Bourg-Madame.
- 30 de julio de 1974: falsas amenazas de bomba contra dos trenes procedentes de Hendaya.
- 31 de julio de 1974: atentados contra dos embarcaciones de recreo en La Grande-Motte, falsa amenaza de bomba en el tren Madrid-París.
- 5 de agosto de 1974: Atentado con coche bomba contra la aerolínea Iberia y dos sucursales del Banco Español en Bruselas.
- En agosto, la coordinación del GARI fue disuelta en una semidisolución. No se reclamarán más acciones bajo este acrónimo.
- 15 de agosto de 1974: Falsa amenaza de bomba en la Gruta de Massabielle.
- 3 de septiembre de 1974: robo de un Crédit Lyonnais en Béziers.
- 6 de septiembre de 1974: asalto al BREC en Toulouse.
- El 27 de diciembre de 1974, siete miembros o simpatizantes del GARI iniciaron una huelga de hambre indefinida para obtener el régimen especial concedido a los presos políticos: Michel Camilleri, Floréal Cuadrado, Raymond Delgado, Mario Inès, Jean-Michel Martinez, Victor Menrique y Jean-Marc Rouillan.[7]
- A partir de enero de 1975, en solidaridad con los miembros presos del GARI, se llevaron a cabo diversas acciones. Aparte de la información tradicional (creación de diversos comités de apoyo: folletos, carteles, etc.), se llevaron a cabo algunas acciones espectaculares.
- 5 de enero de 1975: bomba de humo contra una exposición española en el Musée de la Marine de París.[8]
- 8 de enero de 1975: atentado contra el Palacio de Justicia de Toulouse.
- 15 de enero de 1975: atentado contra el Palacio de Justicia de París.[9]

### Artículos
- Mari Otxandi, Hace cuarenta años: grupos revolucionarios armados antiimperialistas, en Ekaitza, nº 1306, 15 de noviembre de 2013, pp. 10-13. Sobre un momento particular de una historia olvidada, Disidencias, 21 de mayo de 2014, leído en línea.
- Christophe Bourseiller, El mito fundacional de los "gángsters barceloneses", Histoire et liberté n°38, primavera de 2009, leído en línea. (es)
- Oscar Freán Hernández, "El paso a la acción directa", Cahiers de civilisation espagnole contemporaine, 19|2017,
- Telesforo Tajuelo. El MIL, Puig Antich y los GARI, 1969-1975. París, Editorial Ruedo Ibérico, 1977.
- Rapto en París. Fanzine, 1976.

### Filmografía
- Vacances Royales. Documental, 1976 Francia.
- Nicolas Réglat, ¡G.A.R.I.! 1974, Le-Lokal Production, 83 min, 2012